# نبضة (موسيقى)

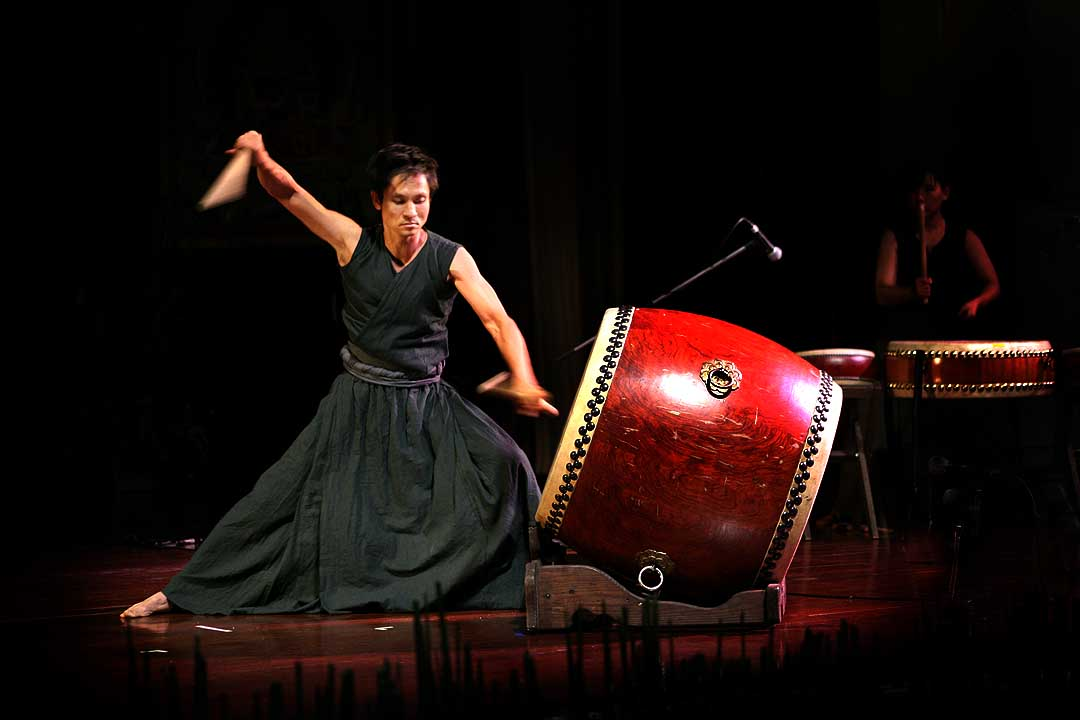

تعد النبضة أو الطرقة الإيقاعية -في الموسيقا ونظرية الموسيقا- الوحدة الأساسية لقياس الزمن. معدل النبضات هو التكرار المنتظم للنبضة (أو مستوى النبضة). تُعَرّف النبضة الموسيقية عادة بأنها الإيقاع الذي يجعل المستمعين يفرقعون بأصابعهم عندما يستمعون لقطعة موسيقية أو العدّات الذي يقوم الموسيقي بعدّها أثناء الأداء الموسيقي، رغم أن ذلك قد يعد أثناء التدريب العملي أمراً غير صائب (في المستوى المختلط الأول). في الاستخدام الشائع العامي يمكن أن تدل النبضة على عدد من المفاهيم ذات الصلة بما فيها الدقة، الوتيرة، الوزن، الإيقاع (ضربة الإيقاع بشكل خاص).
الإيقاع في الموسيقا يوصف بأنه التكرار المنتظم للنبضات الشديدة والخفيفة (تعرف عادة بالقوية والضعيفة) ويقسم إلى وحدات منتظمة تبعاً للزمن الموسيقي والمؤشر الإيقاعي.
ترتبط الدقات بكل من النبضات والإيقاع والوزن وتختلف عنها. الوزن/الميتر: «هو المقياس لعدد النبضات ذات التكرار المنتظم الذي يكون أقل أو أكثر. ولذلك من أجل إيجاد الوزن، يجب أن تخفف بعض النبضات الموجودة ضمن السلسة، ويجري تمييزها لإدراكها نسبة للبقية. عندما تُضبط النبضات بهذا الشكل ضمن السياق الموزون يُشار إليها على أنها نبضات (أي دقات)» ليونارد بي.مير وكووبر 1960
تكون المستويات الميترية (الوزنية) الأسرع من مستوى النبضة مستويات مقسمة، والمستويات الأبطأ هي مستويات متعددة. لطالما كانت النبضة تعد جزءاً مهما من الموسيقا، بعض أنواع الموسيقا مثل الفانك تُقلّل النبضات فيها بشكل عام، بينما في أنواع أخرى مثل الديسكو تُشدّد النبضات لمواكبة الرقصة.

## التقسيم الموسيقي
بما أن النبضات ترتبط لتشكّل المقاييس، فكل نبضة تقسم إلى أقسام. طبيعة هذا التقسيم والتجميع هي ما يحدد الميتر. عند ارتباط وحدتين، تكون الموسيقا ثنائية الوزن، وعند ارتباط ثلاث وحدات موسيقية تكون العدة ثلاثية الوزن. الموسيقا التي يقسم فيها النبض لجزأين اثنين يكون الوزن فيها بسيطاً، وإن كان ينقسم إلى ثلاث أجزاء فتدعى عندها بالوزن المركب. بذلك تكون الثنائية البسيطة (2/4، 4/4، 2/2 ... الخ). والثلاثية البسيطة (3/4) والمركبة الثنائية (6/8) والمركبة الثلاثية (9/8). التقسيمات التي تستلزم الأعداد، التوبلت (مثلاً، تقسيم النوتة الرباعية إلى خمسة أجزاء متساوية)، هو تقسيم غير منتظم، وتقسيم فرعي. التقسيم الفرعي يبدأ من مستويين أسفل مستوى النبضة: بدءاً من نوتة رباعية أو نوتة رباعية منقطة، يبدأ التقسيم الفرعي عندما تقسم النوتة إلى 16 نوتة.

## النغمة الواطئة والنغمة المرتفعة
النغمة الواطئة هي النغمة الأولى في الوحدة الموسيقية (الرقم 1). النغمة المرتفعة هي النغمة الأخيرة في الوحدة السابقة وهي تسبقها مباشرة وبالتالي تتوقع النغمة الواطئة. يشير المصطلحان للاتجاه الذي تتخذه يد قائد الأوركسترا.
هذه الفكرة لاتجاهية النغمات هي فكرة مجردة (رمزية) عندما تنقل تأثيرها على الموسيقا. إن جوهر المقياس أو العبارة هو بداية، وهو يدفع الصوت والطاقة إلى الأمام، لذا يجب رفع الصوت ودفعه للأمام لتكوين الإحساس بهذا الاتجاه. يؤدي الرفع (anacrusis) إلى الجوهر لكنها لا تحمل الانفجار الصوتي نفسه؛ إنه يشكل تحضيراً للجوهر.
يشار في بعض الأحيان للملاحظة الاستباقية أو سلسلة الملاحظات التي تحدث قبل الخط الأول للقطعة بالشكل أو القسم أو التعبير المرتفع (التفاؤلي). التعبيرات البديلة تتضمن النقل والرفع anacrusis (وهذه الأخيرة تنتهي بأصلها للغة اليونانية (ana) تعني عاليا نحو، و (krousis) تعني ضربة أو تأثير ومن اللغة الفرنسية anacrouse. في اللغة الإنجليزية تترجم (anákrousis) حرفيًا: (الرفع). استُعير المصطلح السابق من مجال الشعر إذ يشير إلى مقطع أو أكثر من المقاطع المخففة خارج القافية في بداية السطر.

## النغمة العالية والنغمة الصامتة أو المنخفضة
في الموسيقا الغربية التقليدية الزمن 4/4 يُحتَسب كالتالي: (1 2 3 4، 1 2 3 4، ...) النغمة الأولى من الشريط (الواطئة) عادة ما تكون النبرة الأقوى في اللحن والمكان الأكثر ترجيحاً لتغيير الوتر، النغمة الثالثة هي التالية من ناحية القوة: هذه هي النغمات العالية، النغمة الثانية والرابعة هي النغمات الأخف (النغمة الصامتة أو المنخفضة). التقسيمات الفرعية (كالنغمات الثمانية) هي التي تقع بين النغمات النبضية وهي أشد ضعفاً وهي، إذا استخدمت بشكل متكرر في الإيقاع، فإنها يمكن أن تجعله أيضاً (إيقاع صامت).
يمكن محاكاة التأثير بسهولة من خلال العد بشكل متساو ومتكرر حتى الرقم أربعة. لمقارنة هذه الإيقاعات المختلفة كخلفية أُضيفت نغمات واطئة على ضربة صوت طبل جهير وثماني نغمات ثابتة فرعية على صوت الصنج النحاسي، التي ستُحتسب على النحو التالي يشير الملون إلى نغمة قوية (مشددة):
النغمة الصامتة أو المنخفضة هي مصطلح موسيقي، تطبق عادة على النبرة الموسيقية التي تشدّد على النغمات الضعيفة في الشريط الموسيقي، على العكس من النغمة المرتفعة المعتادة، وهذه هي التقنية الأساسية للحن المتعدد الأفريقي الذي انتقل إلى الموسيقا الغربية الشعبية. تبعاً لموسيقا الغروف فإن النغمة الصامتة هي غالباً ما تكون حين تستبدل النغمة الواطئة باستراحة أو تُربطها من الشريط السابق. لا يمكن للنغمة الواطئة أن تكون النغمة الصامتة أبداً لأنها أقوى نغمة في الزمن 4/4. تميل بعض الأنواع إلى التشديد على النغمة الصامتة إذ تعد هذه سمة مميزة لموسيقا الروك أند رول والسكا.

## الموسيقا التصويرية أو الإيقاع الحاد
هو الاستبدال المتزامن على الإيقاعات الصامتة. في الإيقاع البسيط 4/4، تكون هاتان النغمتان 2و4.
«كان جزء كبير من جاذبية R&B يتعلق بالإيقاعات الخلفية لضربات الدوس التي جعلتها مناسبة للرقص بشكل كبير»، بحسب موسوعة الإيقاع/الآلات النقرية. تسجيل مبكر مع التأكيد على الإيقاع الحاد كان من خلال أغنية (غود روكين تونايت)  لوينوني هاريس 1948. على الرغم من أن قارع الطبل أيرل بالمر نال شرف تأدية أغنية (ذا فات مان) لفاتس دومينو 1949، التي عزفها قائلاً إنه تبناها من المقطع النهائي أو الصاخب المشهور في جاز الديكسيلاند، الكتاب المقدس كان قد أكد على ظهور الإيقاع الخلفي في وقت سابق بكثير من خلال التصفيق والتامبورين. هناك إيقاع حاد تمثل بالتصفيق في Roll 'Em Pete لبيت جونسون وبيغ جو ترنر، سجلت عام 1938. بالإمكان سماع نغمة حادة مميزة في (باك بيت بووغي) ل هاري جيمس والاوركسترا التابعة له، المسجلة أواخر العام 1939. ومن الأمثلة الأخرى التي سُجِّلت في وقت مبكر المقطع الأخير من (غراند سلام) ل بيني غودمان 1942 وبعض الأجزاء من أوركسترا غلين ميلر (أيف غوت أي غال إن كالامازو I've Got A Gal In Kalamazoo)، في حين أن التسجيلات المباشرة على القرص لشارلي كريستيان التي شوَّشت على مسرح ميتون في الوقت نفسه كان لها نغمات خفيفة ثابتة للمقاطع الأكثر إثارة.
بعيدا عن الموسيقا الأمريكية الشعبية هناك تسجيلات مبكرة للموسيقا مع إيقاع حاد مميز مثل تسجيلات 1949 لمانجاربتيا التي أداها لويس غونزاجا في البرازيل.
إن عمليات إخفاء الصوت الغليظ في الموسيقا التصويرية موجودة في أنماط موسيقا البلاد الغربية في الثلاثينيات، عكست موسيقى هانك ويليامز في أواخر الأربعينيات وبداية الخمسينيات عودة للإيقاع الحاد الصاخب البارز كجزء من أسلوب الهويكي تونكي لموسيقا الكونتري. في أواسط أربعينيات القرن العشرين كان موسيقيو فرقة «هيلي بيلي» الاخوة ديلمور يغيرون أنغام موسيقا البوغي مع قيادة صعبة للإيقاع الحاد، كالأغنية رقم 2 (Freight Train Boogie) عام 1946، وكذلك العديد من أغاني البوغي التي قاموا بتسجيلها. وبالمثل فإن الإيقاع الحاد لفريد مادوكس المتسم بأسلوب الضرب على الباس، ساعد في قيادة إيقاع أصبح يعرف باسم روكابيلي أحد الأنماط الأولى للروك آند رول. كان مادوكس قد استخدم هذا الأسلوب عام 1937.
في موسيقى اليوم الشعبية عادة ما يستخدم صوت الطبل لعزف نمط الموسيقا التصويرية. موسيقا الفانك الأولى غالباً ما أخرت واحدة من أنماط الإيقاع الحاد كما لو أنها «توجه تنبيهاً للإيقاع ككل».
بعض الأغاني مثل أغاني فرقة البيتلز (Please Please Me و (I Want to Hold Your Hand وأغاني فرقة الناكز (Good Girls Don't) و Blondie's cover of The Nerves' في أغنية (Hanging on the Telephone) كانت قد استخدمت نمط الإيقاع الحاد المزدوج. في الإيقاع الحاد المزدوج، أحد النغمات تعزف كنوتتين ثمانيتين عوضاً عن نوتة رباعية واحدة.

## النغمة المتقاطعة
تقاطع الإيقاع. إيقاع يتعارض فيه النمط المعتاد لعلامات المقياس السائد مع نمط متضارب وليس مجرد ازاحة لحظية لجعل المقياس السائد دون تحدٍّ أساسي – قاموس نيو هارفرد للموسيقا (1986:216).

## فرط الإيقاع
فرط الإيقاع عبارة عن أحد وحدات مقياس فرط الإيقاع وهو مقياس بصفة عامة.

## مفاهيم ذات صلة
التاتوم يشير إلى تقسيم فرعي للإيقاع يمثل «تقسيم الوقت الذي يتزامن إلى حد كبير مع مجموعة من الملاحظات».
يشير مصطلح بعد النغمة إلى نمط عزف نقري إذ تصدر إشارة قوية من النغمات الثانية والثالثة والرابعة من الشريط بعد النغمة المنخفضة.
في موسيقا الريغي يعكس مصطلح الانخفاضة الواحدة عدم التشديد الكامل (إلى حد الصمت) على أول نغمة في الدورة.
وقد أكد الفكر الأبرز لجيمس براون في موسيقا الفانك على الإيقاع المنخفض، مع التركيز الشديد على الواحد (النغمة الأولى من كل وزن) لحفر صوته المميز في الأذهان بدلاً من الإيقاع الحاد (المألوف لدى العديد من موسيقيي R&B التي تركّز على النغمة الثانية).